# Адамполь (Венґровський повіт)
Адамполь (пол. Adampol) — село в Польщі, у гміні Коритниця Венґровського повіту Мазовецького воєводства.
Населення — 56 осіб (2011).
У 1975—1998 роках село належало до Седлецького воєводства.

## Демографія
Демографічна структура станом на 31 березня 2011 року:
|          | Загалом | Допрацездатний вік | Працездатний вік | Постпрацездатний вік |
| -------- | ------- | ------------------ | ---------------- | -------------------- |
| Чоловіки | 33      | 4                  | 25               | 4                    |
| Жінки    | 23      | 6                  | 11               | 6                    |
| Разом    | 56      | 10                 | 36               | 10                   |